# Gamma Persei
Gamma Persei (γ Per) – gwiazda podwójna w gwiazdozbiorze Perseusza, znajdująca się w odległości około 243 lata świetlne od Słońca.

## Charakterystyka
Jest to układ podwójny, który tworzą żółty olbrzym reprezentujący typ widmowy G i gwiazda ciągu głównego należąca do typu A. Układ ma około 1,9 miliarda lat, większa gwiazda jest olbrzymem prowadzącym syntezę helu w węgiel, podczas gdy mniejszy składnik wciąż prowadzi syntezę wodoru w hel. Gwiazdy okrążają wspólny środek masy po eliptycznych orbitach, o prawie tak dużym mimośrodzie jak w układzie Beta Arietis. Składniki oddalają się na 18 au i zbliżają na 2 au co około 15 lat.
Gamma Persei to druga co do jasności gwiazda zmienna zaćmieniowa widoczna na ziemskim niebie, po Algolu, również znajdującym się w gwiazdozbiorze Perseusza. Zaćmienia są jednak widoczne znacznie rzadziej. Po raz pierwszy zjawisko to zostało zaobserwowane w 1990 roku, wiązało się ze spadkiem jasności układu o 30%, dostrzegalnym gołym okiem. Obserwowane zaćmienia w tym układzie miały miejsca w 1990, 2005 i 2019 roku.